# Тектонический клин
Тектонический клин (англ. tectonic wedge) представляет собой тектоническую пластину клиновидной формы, ограниченную подошвенным и кровельным надвигами.
Тектонические клинья характерны для коллизионных орогенов (Альпы, Гималаи и др.). Они зарождаются в аккреционных призмах, при смене субдукционного режима на коллизионный (например к югу от острова Тайвань, где начинается коллизия Лузонской островной дуги с китайской окраиной Евразиатского континента, происходит сжатие аккреционной призмы и преддугового бассейна с формированием тектонического клина).
Разновидностью тектонического клина является вдвиговый клин или вдвиг (intercutenous wedge) — тектоническая пластина в составе сложно построенного аллохтона, ограниченная снизу детачментом, а сверху — обратным надвигом (англ. back thrust). Вдвиговые клинья являются обязательными элементами треугольных зон в надвиговых системах.
Тектонические клинья формируются в тектонических условиях сжатия и являются структурными индикаторами коллизионной геодинамической обстановки.